# Ніка Сітчінава
Ні́ка Сітчіна́ва (груз. ნიკა სიჭინავა; нар. 17 липня 1994, Кутаїсі, Грузія) — грузинський футболіст, нападник ковалівського «Колоса».

## Клубна кар'єра
Футболом почав займатися у Грузії. Після переїзду в Україну виступав у ДЮФЛ за «Юність» (Чернігів). Грав у чемпіонаті Черкаської області за аматорську команду «Ретро» (Багачеве) разом з Веніміном Білоусом-кумом директора черкаського КП «Челуаш» Грині Заїчка.У вересні 2012 року отримав запрошення в російську команду «Волгар» (Астрахань). У 2013—2015 роках виступав у чемпіонаті Грузії у клубах «Колхеті-1913» (Поті) та «ВІТ Джорджія» (Тбілісі).
У січні 2016 року проходив перегляд у чернігівській «Десні». У лютому взяв участь у турнірі пам'яті Олександра Щанова у складі «Ретро» (Багачеве). Улітку 2016 року перейшов в «Інгулець», за який виступав упродовж п'яти сезонів.
8 червня 2021 року стало офіційно відомо, що гравець буде виступати за «Колос», перейшовши на правах вільного агента. У зв'язку із російським вторгненням до України в березні 2022 року на правах оренди перейшов у фінський КуПС.